# Les Châteliers (Deux-Sèvres)
Les Châteliers ist eine französische Gemeinde mit 452 Einwohnern (Stand: 1. Januar 2022) im Département Deux-Sèvres in der Region Nouvelle-Aquitaine. Sie gehört zum Arrondissement Parthenay und zum Kanton La Gâtine.
Sie entstand als Commune nouvelle mit Wirkung vom 1. Januar 2019 durch die Zusammenlegung der bisherigen Gemeinden Coutières und Chantecorps, die in der neuen Gemeinde den Status einer Commune déléguée haben. Der Verwaltungssitz befindet sich im Ort Coutières.

## Geographie

### Gemeindegliederung
| Ortsteil                    | ehemaliger INSEE-Code | Fläche (km²) | Einwohnerzahl zum 1. Januar 2022 |
| --------------------------- | --------------------- | ------------ | -------------------------------- |
| Coutières (Verwaltungssitz) | 79105                 | 07,32        | 147                              |
| Chantecorps                 | 79068                 | 19,10        | 305                              |

### Nachbargemeinden
Umgeben ist Les Châteliers von den Nachbargemeinden Reffannes im Nordwesten, Vautebis und Vausseroux im Norden, Vasles im Nordosten, Ménigoute im Osten, Fomperron im Süden, Exireuil im Südwesten und Clavé im Westen.